# OCM Bocas Preis für karibische Literatur
Der OCM Bocas Preis für Karibische Literatur ist ein Literaturpreis, der jährlich an karibische Autoren vergeben wird. Er wird seit 2011 vom Literaturfestival NGC Bocas Lit Fest für Werke, die im Vorjahr und in englischer Sprache erschienen sind, verliehen. Nominiert werden können Werke von Personen, die in der Karibik geboren sind oder eine karibische Staatsbürgerschaft besitzen.
Das Preisgeld beträgt 10.000 USD und wird vom Medienunternehmen One Caribbean Media bereitgestellt. Die Autoren der Werke auf der Shortlist erhalten jeweils 3.000 USD. Es werden drei verschiedene Kategorien ausgeschrieben: Lyrik, Prosa und literarische Sachtexte. Die Jury wählt aus jedem der drei Genres das beste Werk aus. Diese drei Werke ergeben die Shortlist, aus der der Gewinner ausgewählt wird. Der Preisträger wird beim NGC Bocas Lit Fest in Port of Spain bekannt gegeben.

## Preisträger und Shortlist-Auswahl
| Jahr | Gewinner            | Werk                              | Kandidaten auf der Shortlist | Referenzen                         |
| ---- | ------------------- | --------------------------------- | --- | ---------------------------------- |
| 2011 | Derek Walcott       | White Egrets (Lyrik)              | Tiphanie Yanique, How to Escape a Leper Colony (Prosa) Edwidge Danticat, Create Dangerously: The Immigrant Artist at Work (Sachtext)                           | [ 4 ] [ 5 ] [ 6 ] [ 7 ]            |
| 2012 | Earl Lovelace       | Is Just a Movie (Prosa)           | Godfrey Smith, George Price: A Life Revealed (Sachtext) Loretta Collins Klobah, The Twelve-Foot Neon Woman (Lyrik)                                             | [ 8 ] [ 9 ] [ 10 ]                 |
| 2013 | Monique Roffey      | Archipelago (Prosa)               | Rupert Roopnaraine, The Sky’s Wild Noise: Selected Essays (Sachtext) Kendel Hippolyte, Fault Lines (Lyrik)                                                     | [ 11 ] [ 12 ] [ 13 ] [ 14 ]        |
| 2014 | Robert Antoni       | As Flies to Whatless Boys (Prosa) | Kei Miller, Writing Down the Vision (Sachtext) Lorna Goodison, Oracabessa (Lyrik)                                                                              | [ 15 ] [ 16 ]                      |
| 2015 | Vladimir Lucien     | Sounding Ground (Lyrik)           | Marlon James, A Brief History of Seven Killings (Prosa) Olive Senior, Dying to Better Themselves: West Indians and the Building of the Panama Canal (Sachtext) | [ 17 ] [ 18 ]                      |
| 2016 | Olive Senior        | The Pain Tree (Prosa)             | Tiphanie Yanique, Wife (Lyrik) Jacqueline Bishop, The Gymnast and Other Positions (Sachtext)                                                                   | [ 19 ] [ 20 ] [ 21 ]               |
| 2017 | Kei Miller          | Augustown (Prosa)                 | Safiya Sinclair, Cannibal (Lyrik) Angelo Bissessarsingh, Virtual Glimpses into the Past (Sachtext)                                                             | [ 22 ] [ 23 ] [ 24 ] [ 25 ]        |
| 2018 | Jennifer Rahim      | Curfew Chronicles (Prosa)         | Shara McCallum, Madwoman (Lyrik) [keine Nominierung] (Sachtext)                                                                                                | [ 26 ] [ 27 ] [ 28 ]               |
| 2019 | Kevin Adonis Browne | High Mas (Sachtext)               | Danielle Boodoo-Fortuné, Doe Songs (Lyrik) Dionne Brand, Theory (Prosa)                                                                                        | [ 29 ] [ 30 ] [ 31 ] [ 32 ]        |
| 2020 | Richard Georges     | Epiphaneia (Lyrik)                | Edwidge Danticat, Everything Inside (Prosa) Tessa McWatt, Shame on Me (Sachtext)                                                                               | [ 33 ] [ 34 ] [ 35 ] [ 36 ] [ 37 ] |